# Vroomshoop
Vroomshoop (Nedersaksisch: Vromshop) is een dorp in de gemeente Twenterand in de Nederlandse provincie Overijssel en maakt deel uit van de regio Twente.

## Historie

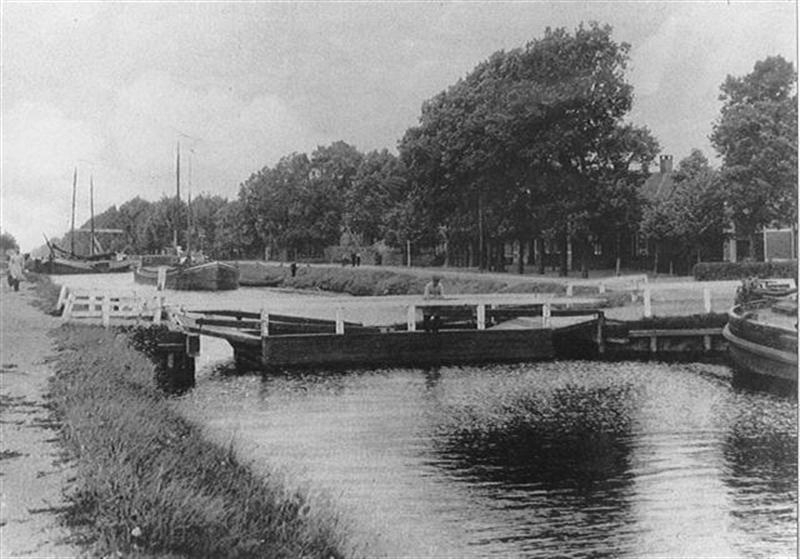
Scholle in Vroomshoop

Het dorp is gesticht rond 1850, maar al in 1772 wordt de naam Vroomshoop voor het eerst genoemd. Het dorp ligt aan het Overijssels kanaal, op de plek waar de tak Zwolle - Vroomshoop eindigt in de tak Kanaal Almelo-De Haandrik. Het kanaal werd opengesteld op 5 september 1856. Het tracé Vroomshoop - Zwolle werd op 12 juni 1855 opengesteld. Het eerste brugtype was een vlotbrug of scholle.
Vroomshoop is gesticht in verband met de vervening en draagt dan ook een veenkoloniaal karakter. Na de vervening zijn de gronden in gebruik genomen voor de landbouw. Groninger boeren hebben hier een belangrijke bijdrage aan geleverd. Aan de Tonnendijk zijn nog diverse Groninger boerderijen te vinden. Veel voormalige Drenten waren werkzaam in de landbouw.
Men zegt dat Vroomshoop aan zijn naam gekomen is door de vroegere monniken die wanneer ze verdwaald waren altijd een herkenningspunt hadden. Dat was een heuvel. De bijnaam werd dus: "de vrome hoop". Dit is verbasterd naar Vroomshoop. Andere bronnen vermelden dat op de plaats waar Vroomshoop nu is een verhoging in het land was, die Bromershoop heette.
In mei 2007 kwam de ophaalbrug, de Kleine Puntbrug, van Vroomshoop ter discussie Door het slechte onderhoud was het niet verantwoord om er auto's en vrachtverkeer over te laten rijden. Hierdoor werd door de gemeente het voorstel gedaan om de brug te vervangen door een dam, maar buurtbewoners dienden protest in en gaven aan dat de brug ook van toeristische waarde is. Hierop kwam in juni een bijeenkomst van buurtbewoners en bemoeide de politiek zich er ook mee.

## Bestuurlijk
Vroomshoop behoorde sinds zijn ontstaan bij de gemeente Den Ham en is sinds 1 januari 2001, na de gemeentelijke herindeling, samen met de gemeente Vriezenveen opgegaan in de gemeente Twenterand. Per 1 januari 2023 had Vroomshoop 9.075 inwoners.

### Trein
In 1906 kreeg Vroomshoop een station doordat de NOLS de lijn Mariënberg - Almelo opende. Het station heette aanvankelijk Den Ham - Vroomshoop, maar doordat het te ver verwijderd lag van Den Ham is de naam in 1952 gewijzigd in Vroomshoop. Bij de opening van de lijn lag er ook een spoorhaven in Vroomshoop. Deze bleek bij herhaling te klein en is verschillende keren uitgebreid en uiteindelijk omgebouwd tot een spoordok. In 1960 werd de haven gedempt en midden jaren zeventig zijn de lijnen eromheen verdwenen. Anno 2014 wordt de lijn geëxploiteerd door Arriva. Inmiddels rijdt de trein van Almelo naar Hardenberg in plaats van Almelo tot Mariënberg.

### Werk
De eerste 75 jaar van Vroomshoops bestaan was er vooral werk in het veen en later meer in de landbouw. Vanaf de jaren dertig werkten veel Vroomshopers in de textielfabrieken in Twente. Ze gingen veelal als pendelaars met de trein naar Almelo en Vriezenveen (Jansen & Tilanus). In de jaren zeventig gingen velen in Almelo en Hengelo en ook in Hardenberg werken, bij onder meer Philips, Stork en Hollandse Signaal en Wavin. In 1938 werd de SIO als de eerste Vroomshoopse industrie geopend. Eind jaren vijftig kwam het bedrijventerrein Het Linderflier van de grond (begin 2000 gerevitaliseerd) in de jaren tachtig gevolgd door het bedrijventerrein De Sluis. In 1982 had Vroomshoop de hoogste werkloosheid van Nederland en kwam hiermee in het Guinness Book of Records. De werkloosheid onder de mannelijke beroepsbevolking was destijds 47%. Deze vermelding had tot gevolg dat Vroomshoop landelijk 'bekend' werd. De landelijke dagbladen, radio en tv schonken aandacht aan de plaatselijke werkloosheid. Midden jaren tachtig, mede ingegeven door gewijzigd beleid daalde de werkloosheid in Vroomshoop. In 2000 waagde Vroomshoop de sprong over het kanaal Almelo-De Haandrik met het industrieterrein Vroomshoop-Oost, dat zich nu verder ontwikkelt.

## Religie

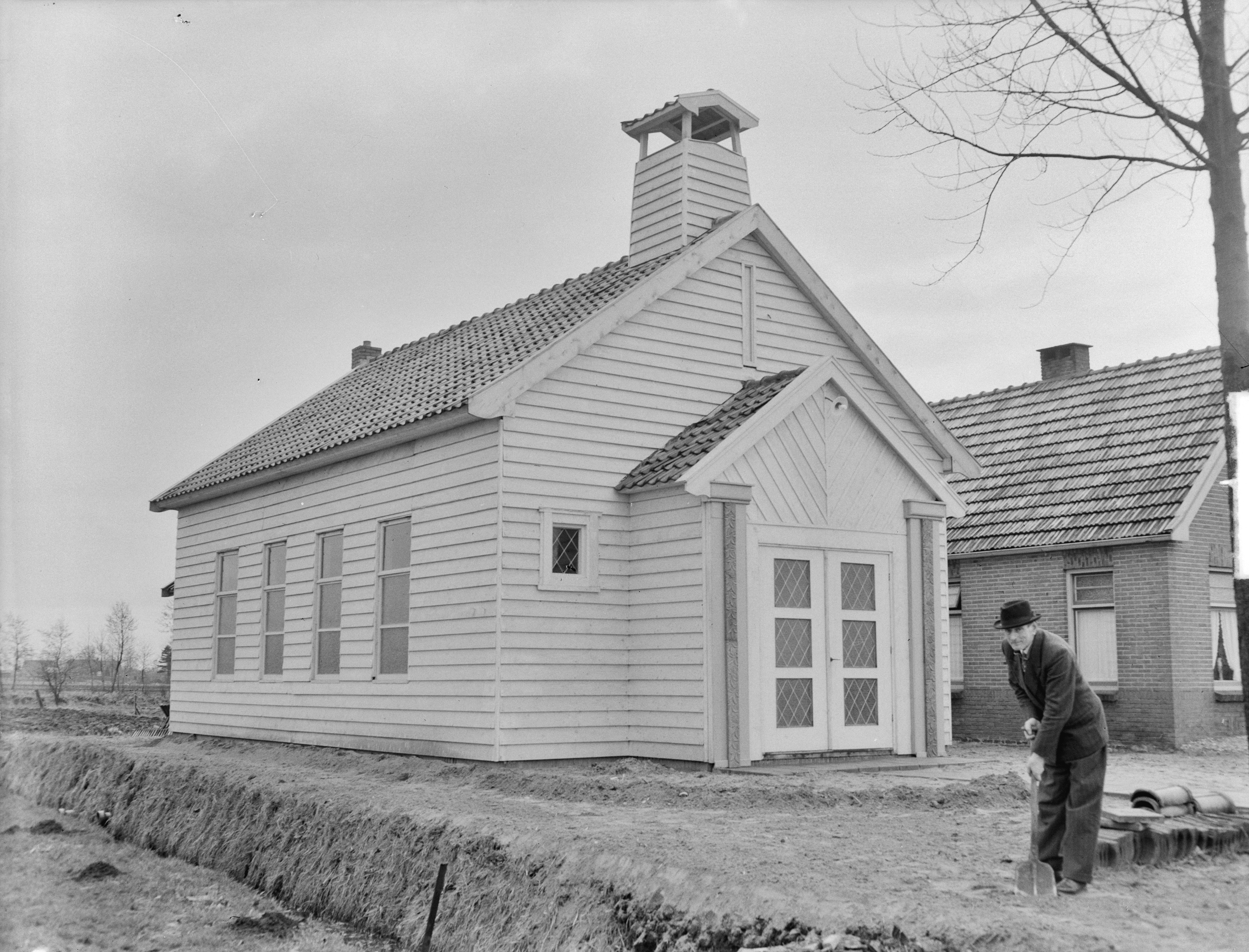
Ds. van Loo bouwde eigen kerk (1951)

De eerste nieuwe kerk die in Vroomshoop langs het kanaal gebouwd werd was die van de gereformeerden. Deze werd in 1864 in gebruikgenomen op de hoek van de Hoofdstraat en de Julianastraat. De hervormde gelovigen langs het kanaal namen in 1870 hun kerk in gebruik langs de Hoofdstraat even ten zuiden van de Stationsstraat. Zij gingen nu niet langer in Den Ham en Daarle naar de kerk. Ook trok de nieuwe kerk hervormden uit Daarlerveen. In 1935 werd de baptistengemeente Vroomshoop-Daarlerveen gesticht door kapper, organist en voorganger J. van Loo uit Den Ham. In 1951 bouwde hij zijn eigen kerk in één jaar tijd geheel uit hout. De kerk mat 7 meter hoog en 15 meter lang en bood plek aan 175 mensen. De Hervormde en de Gereformeerde Kerk van Vroomshoop fuseerden op 8 januari 2017 tot een gemeente.
Op 2 september 1946 werd in Vroomshoop de Gereformeerde Kerk (vrijgemaakt) geïnstitueerd, die in 1947 ongeveer 65 leden telde. Op 1 mei 2023 fuseerden de Gereformeerde Kerk (vrijgemaakt) en de Nederlands Gereformeerde Kerken tot de Nederlandse Gereformeerde Kerken. In Vroomshoop ging de plaatselijke Gereformeerde Kerk (vrijgemaakt) niet mee met deze fusie. In 2024 werd deze kerk onderdeel van de Christelijke Gereformeerde Kerken. Het gebouw van deze Christelijke Gereformeerde Kerk heeft de naam 'De Akker'. 

## Recreatie en sport
Pal ten westen van Vroomshoop ligt het natuurgebied De Zandstuve. In dit bosgebied liggen het gelijknamige zwembad en de ijsbaan van het dorp. 
Vanaf 2007 kent het dorp een activiteitencentrum; het Poppodium Het Front en thans Het Punt.
Vroomshoop kent twee voetbalverenigingen: Sportlust Vroomshoop en de Vroomshoopse Boys. De volleybalvereniging Eurosped komt uit in de Eredivisie.
Vroomshoop kent ook een korfbalvereniging: k.v. T.O.P. 
In Vroomshoop is in 1988 als onderdeel van het landelijke wittevlekkenplan een scoutinggroep opgericht. Scouting Azoelen resideert sinds 1995 aan de veldsweg in Den Ham.
Sinds 2009 wordt jaarlijks een triatlon gehouden.

## Bezienswaardigheden
- Monument voor Vrede, Vrijheid en Recht
- Sluis V, voormalige sluis aan het Overijssels kanaal
- Levende piramide, bronzen beeld van Kees Huigen naar aanleiding van 150-jarig bestaan van Vroomshoop
- Nederlands Hervormde kerk
- Gedenknaald 1940-1945 (klok)
- Bevrijdingsreliëf aan het Zwolse kanaal
- Sgraffito kunstwerk bij de brede school Kadans

## Geboren / overleden
- Gerard Haverkort (1942-2017), dichter
- Helmer Koetje (1953-2010), politicus
- Jan Kompagnie (1947-2011), historicus
- Jan Voorhoeve (1901-1990), politicus